# Великі гроші (фільм, 2010)
«Великі гроші» (англ. Ca$h) — американський кримінальний трилер 2010 року режисера Стівена Андерсона.

## Сюжет
Коли Сем Фелан (Кріс Гемсворт) проїжджав під одним з мостів Чикаго, на капот його старого автомобіля несподівано впала валіза повна готівки, яку скинули з іншого автомобіля, що втікав від поліції. Він і його дружина, Леслі (Вікторія Профета) починають витрачати гроші «що впали з неба». Вони сплачують заборгованість у банку і купують нову машину. Однак жадібний бандит Пайк Кубик (Шон Бін) має зовсім інші плани. Він зробить все можливе, щоб з точністю до цента повернути вкрадені гроші.

## Ролі виконують

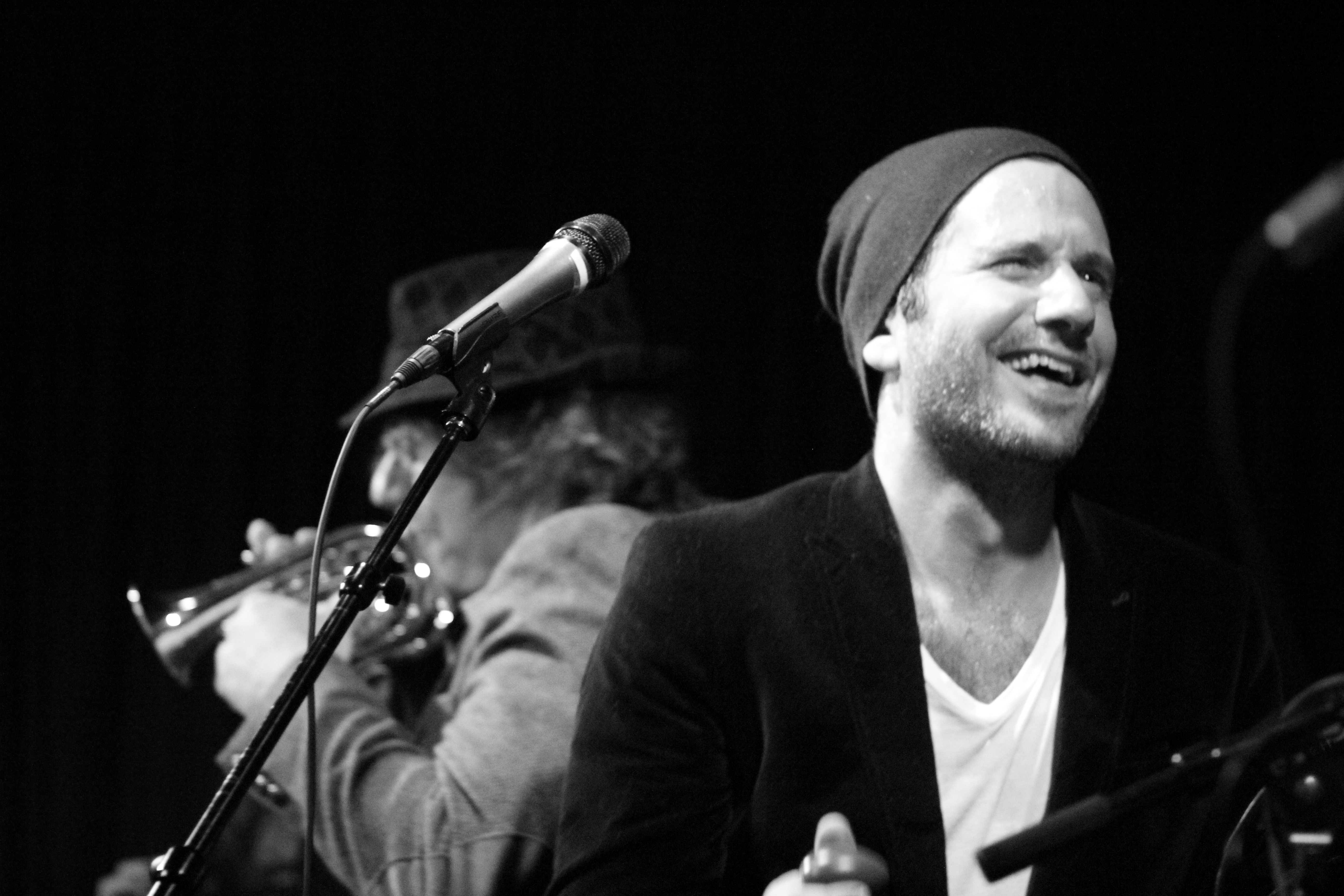
Джим Б'янко. 2014

- Шон Бін — Пайк Кубик / Різ Кубик
- Кріс Гемсворт — Сем Фелан
- Вікторія Профета — Леслі Фелан
- Майк Стар — Мелвін Ґолдберг
- Ґленн Пламмер[en] — сантехник Глен
- Тім Казуринський[en] — продавець курчат

## Навколо фільму
- У фільмі звучать пісні відомого музиканта, співака, автора пісень і продюсера Джима Б'янко (Jim Bianco), що живе у Лос-Анджелесі, штат Каліфорнія. Фільм розпочинається піснею «I've Got a Thing for You»[1] і закінчується піснею «To Hell With the Devil»[2] з його альбому «Спів» (Sing).